# Deux Dollars sur un tocard
Pour plus de détails, voir Fiche technique et Distribution.
Deux Dollars sur un tocard (Let It Ride) est un film américain réalisé par Joe Pytka, sorti en 1989.

## Synopsis
Jay Trotter a renoncé aux jeux de hasard et vit enfin une vie normale avec sa femme. Un jour son meilleur ami, un chauffeur de taxi, lui fait écouter une bande sonore de conversations qu'il a enregistré dans son taxi. Ils tombent sur un entretien de deux hommes discutant de pari à faire sur un certain cheval qui est sûr de gagner. Il n'en fallait pas plus pour rallumer la flamme du jeu chez Trotter. Il va vite découvrir que ce samedi est son jour de chance.

## Fiche technique
- Titre français :Deux Dollars sur un tocard
- Titre original : Let It Ride
- Réalisation : Joe Pytka
- Scénario : Nancy Dowd (créditée sous le nom d'Ernest Morton) d'après le roman de Jay Cronley
- Musique : Giorgio Moroder
- Photographie : Curtis Wehr
- Montage : Dede Allen & Jim Miller
- Production : David Giler
- Société de production et de distribution : Paramount Pictures
- Pays de production :  États-Unis
- Langue : Anglais
- Format : Couleur - Dolby - 35 mm - 1.85:1
- Genre : Comédie
- Durée : 90 min
- Date de sortie :
  - États-Unis : 18 aout 1989

## Distribution
- Richard Dreyfuss (VF : Michel Papineschi) : Jay Trotter
- David Johansen : Looney
- Teri Garr : Pam
- Jennifer Tilly (VF : Annabelle Roux) : Vicki
- Robbie Coltrane (VF : Richard Leblond) : Le guichetier
- Allen Garfield : Greenberg
- Edward Walsh : Marty
- John Roselius (VF : Raoul Delfosse) : L'officier Reardon
- Richard Dimitri : Tony Cheeseburger
- Ralph Seymour (en) : Sid
- Cynthia Nixon : Evangeline
- Michelle Phillips : Mme Davis
- Richard Edson : Johnny Casino
- Mary Woronov : Quinella
- Tony Longo : Simpson